# Poker Face (bài hát của Lady Gaga)
"Poker Face" là một ca khúc nhạc pop-điện tử của nữ ca sĩ-nhạc sĩ người Mỹ Lady Gaga trích từ album đầu tay của cô mang tên The Fame (2008). Bài hát do RedOne sản xuất và được phát hành vào cuối năm 2008 tại một số quốc gia châu Âu và vào đầu năm 2009 cho những thị trường còn lại của thế giới. Ca khúc là một sự kết hợp hai thể loại nhạc dance-pop với nhịp điệu nhanh, viết ở giọng A giáng thứ, tiếp nối thành công của đĩa đơn "Just Dance" trước đó nhưng tông nhạc trầm và tối hơn.
"Poker Face" đã nhận được rất nhiều lời khen và những phản ứng tích cực từ các nhà phê bình. Ca khúc đạt được thành công vang dội, đứng đầu bảng xếp hạng tại hơn 21 quốc gia trong đó có Hoa Kỳ, Liên hiệp Anh, Canada, New Zealand, Úc và rất nhiều quốc gia khác trên toàn thế giới. "Poker Face" cũng là bài hát được tải về nhiều nhất trong lịch sử bảng xếp hạng Liên hiệp Anh và là một trong những bài hát thành công nhất của thế kỷ 21 cho đến nay. Đồng thời ca khúc còn là một trong những đĩa đơn bán chạy nhất mọi thời đại khi tiêu thụ hơn 14 triệu bản. Video âm nhạc minh họa cho bài hát diễn tả Gaga trong những bộ trang phục khác nhau và chơi trò cờ bạc poker (xì phé) tại một ngôi biệt thự sang trọng.
Lady Gaga biểu diễn bài hát tại mùa giải thứ tám của chương trình truyền hình American Idol cũng như trong hai chuyến lưu diễn vòng quanh thế giới của cô. "Poker Face" được đề cử hai giải Grammy ở hạng mục Bài hát của năm, Ghi âm của năm tại giải thưởng Grammy lần thứ 52 và giành giải ở hạng mục Thu âm nhạc dance xuất sắc nhất. Tạp chí Rolling Stone xếp ca khúc ở vị trí 96 trong danh sách 100 bài hát hay nhất của thập niên 2000.
Bài hát sau đó đã được sử dụng làm nhạc nền cho phần thi áo tắm của cuộc thi Hoa hậu Trái Đất Philippines 2009.

## Viết nhạc và cảm hứng

Gaga biểu diễn phiên bản piano của "Poker Face" tại The Monster Ball Tour.

"Poker Face" do Lady Gaga và RedOne viết, trong khi đó phần nhạc do RedOne sản xuất. Gaga nói trong một cuộc phỏng vấn rằng "Poker Face" được cô ấy viết như một bài hát pop và là một lời tri ân gởi đến "các bạn trai rock and roll" của mình. Cô ấy cũng nói ý tưởng chính đằng sau bài hát là tình dục và cờ bạc. Trong một cuộc phỏng vấn với báo Daily Star ở Anh, Gaga nói bài hát "Có rất nhiều thứ khác nhau. Tôi đánh bạc nhưng tôi cũng đã từng hẹn hò với rất nhiều gã trai, họ thật sự thích tình dục, say sưa và cờ bạc nên tôi muốn viết một bài hát mà các bạn trai của tôi cũng sẽ thích." Trong một cuộc phỏng vấn với tạp chí Rolling Stone, khi được hỏi về ý nghĩa của câu "bluffin' with my muffin", Gaga đã giải thích đó là phép ẩn dụ về âm hộ của cô. Cô nói chắc chắn đó là bộ mặt lãnh đạm của "cái ấy" (pussy). Sau đó tiếp tục giải thích thêm:

"Tôi đã lấy câu đó từ một bài hát khác mà tôi đã viết nhưng chưa bao giờ phát hành, tên là 'Blueberry Kisses'. Ca khúc nói về một cô gái hát cho bạn trai mình nghe cách thức mà cô ấy muốn anh ta kích thích mình, và tôi đã dùng ca từ đó. (Gaga hát):' Blueberry kisses, the muffin man misses them kisses'."

Trong chuyến lưu diễn The Fame Ball Tour tại Palm Springs, California vào ngày[11 tháng 4 năm 2009, Gaga đã giải thích cho mọi người ý nghĩa thật sự đằng sau từ "Poker Face" được dùng trong bài hát. Cô chia sẻ rằng bài hát đề cập đến những trải nghiệm cá nhân của bản thân với song tính luyến ái. Ý tưởng đằng sau ca khúc nói về việc Gaga đang ở bên cạnh một người đàn ông nhưng lại mơ mộng viển vông về một người phụ nữ, vì thế người đàn ông trong bài hát cần phải đọc được "Poker Face" (bộ mặt lãnh đạm) để hiểu những gì diễn ra trong tâm trí cô ấy.

## Sáng tác
"Poker Face" là một bài hát dance-pop, và tiếp nối phong cách của đĩa đơn "Just Dance" trước đó. Trong khi "Just Dance" chủ yếu sử dụng chất liệu electropop, thì "Poker Face" lại mang giai điệu electro hơi trầm và tối, với giọng hát sáng sủa ở đoạn điệp khúc và một chút pop hook. Đồng thời "Just Dance" kết hợp các giai điệu synths và nhạc dance điện tử, cũng giống như đĩa đơn tiếp theo "LoveGame". Theo Kerri Mason từ tạp chí Billboard, bố cục bài hát "đưa sự rung động của đồ da nhựa tổng hợp và những hạt lấp lánh từ trung tâm New York vượt ra khỏi thế giới ngầm và phát lên sóng FM nhưng vẫn không mất đi tính dâm ô hay tục tĩu nào." Theo bản nhạc được xuất bản tại trang web Musicnotes.com của công ty Sony/ATV Music Publishing, bài hát có đoạn đầu với tốc độ ổn định khoảng 120 nhịp một phút. Bài hát được viết ở hợp âm G♭ thứ và quãng giọng của Gaga trong phạm vi từ nốt F#3 đến nốt B4. Bắt đầu với tốc độ vừa phải theo nền electronic đặc sệt với những tiếng nói "Mum-mum-mum-mah". Hợp âm của bài theo thứ tự là: G#m–G#m–E–F#m, và đoạn điệp khúc là G#m–E–B–F#m. Sau đó là nền nhạc dance được tạo ra từ những nhịp điệu mạnh mẽ của các nhạc cụ, kế tiếp là đoạn hook kéo dài sang điệp khúc.
Lời bài hát "Poker Face" ám chỉ đến tình dục và tán tỉnh. Theo báo Daily Star, đoạn điệp khúc lặp đi lặp lại các câu hát. Sau đoạn hook "Can't read my Poker Face" là phần hát của ca sĩ bè "He's got me like nobody" và sau đó nói thêm câu tiếp theo "She's got me like nobody". Gaga giải thích trong một cuộc phỏng vấn rằng câu đó mang một chút ẩn ý về sự xấu hổ khi nói về tình yêu và tình dục. Tuy nhiên, ghi chú trong cuốn sách đi kèm album cho thấy 2 câu này chỉ lặp lại "she's got me like nobody".  Theo BBC, đoạn hook "Mum-mum-mum-mah" được sử dụng trong bài hát được lấy mẫu từ một đĩa đơn nổi tiếng của nhóm nhạc Boney M năm 1997 "Ma Baker".

## Nhận xét và phê bình

Gaga biểu diễn "Poker Face" trong chuyến lưu diễn The Monster Ball Tour, khi đó cô mặc một bộ váy được làm bằng súng.

Trong một bài nhận xét về album The Fame, Priya Elan từ báo The Times, nói rằng "Poker Face" là một trong những ca khúc hay nhất của album với chủ đề cho rằng "tình yêu như một trò cờ bạc." BBC nhận xét đĩa đơn này "thể hiện sự thèm muốn danh tiếng và giàu có điên cuồng của cô ấy." Bill Lamb của About.com nói, "'Poker Face' là một bài pop hay để phát trên đài phát thanh, nhưng chỉ cần sửa đổi phối âm một chút nó vẫn có thể phù hợp trong các cuộc tiệc giữa đêm khuya trong bầu không khí tối tăm và đẫm mồ hôi. Cô ấy đã làm tươi mới không khí nhạc pop ở Mỹ và Anh trong thời buổi chậm nhất trong năm. 'Poker Face' duy trì hoạt động của động cơ trong khi mọi người đã chờ đợi những bước đi kế tiếp của Lady Gaga." Chris Williams của tạp chí Billboard cũng đánh giá tích cực về bài hát, ông nói, "Một lần nữa, các đoạn hook lại trở về dồi dào, với phong cách nhạc điện tử những năm 80, các đoạn hát được điện tử hóa, đoạn hook ở điệp khúc thì ấm áp và vui tươi, thậm chí nó còn hấp dẫn hơn cả đĩa đơn trước đó ("Just Dance")... Với tầm nhìn đúng đắn, phong cách tự tin khi trả lời phỏng vấn, và trên tất cả, với một bộ sưu tập nhạc pop phong phú và đáng giá, Gaga đã đánh thắng ván bài —và "Poker" là con át chủ bài."
Nhà phê bình Sal Cinquemani của tạp chí Slant Magazine tính cả "Poker Face" trong số những bài hát hay trong album The Fame, trong đó có "Starstruck", "Paper Gangsta" và "Summerboy". Matthew Chisling từ Allmusic cho là bài hát "dễ ảnh hưởng" cùng với bài "The Fame", khen chúng vì "trẻ hóa sự rung động trong album trong phần hai." Trong khi đánh giá chuyến lưu diễn của Gaga mang tên The Fame Ball Tour, Andy Downing từ The Chicago Tribune cho rằng ca khúc "thật vui nhộn". Evan Sawdey từ PopMatters cảm thấy rằng "Poker Face" cùng với ca khúc "Paparazzi", giống hệt như nhau với "một cách nhìn phù phiếm giả tạo mà đĩa đơn "Just Dance" trước đó đã che đậy, nhưng lại không bao giờ cảm thấy Gaga đang lặp lại chính mình." Rolling Stone trong một bài nhận xét về The Fame Ball Tour đã so sánh bản acoustic "mang chất blues" của "Poker Face" với chất nhạc của ca sĩ Amy Winehouse. Erika Hobert từ tờ New Times Broward-Palm Beach gọi bài hát mang hơi hướng pop châu Âu. Bài hát được đề cử tại lễ trao giải Grammy lần thứ 52 với các hạng mục Giải Grammy cho Bài hát của năm, Giải Grammy cho Ghi âm của năm, Giải Grammy cho Thu âm nhạc nhảy xuất sắc nhất và đã thắng hạng mục cuối cùng.

## Diễn biến trên bảng xếp hạng

Số lượng đĩa bán ra của "Poker Face" tại một số nước (đơn vị:triệu).

Tại Hoa Kỳ, bài hát leo từ vị trí số 10 lên đến vị trí số 6 vào ngày 7 tháng 3 năm 2009 trên bảng xếp hạng Billboard Hot 100. Sau đó, ca khúc dẫn đầu ở Mỹ vào ngày 11 tháng 4 năm 2009. "Poker Face" đã trở thành đĩa đơn thứ hai của Gaga liên tiếp giành vị trí đầu bảng ở Hoa Kỳ, đánh dấu ấn lịch sử lần đầu tiên một nghệ sĩ mới đã có trong tay liên tiếp 2 ca khúc đứng nhất tại Mỹ kể từ khi Christina Aguilera đã làm được điều đó với 2 đĩa đơn "Genie in a Bottle" và "What a Girl Wants" năm 1999-2000. Đĩa đơn đã bán được 6.140.000 bản tải về kỹ thuật số trên mạng ở Hoa Kỳ, theo Nielsen Soundscan, ca khúc đã giúp cho Gaga trở thành nghệ sĩ đầu tiên trong lịch sử có lượng tải kỹ thuật số hơn 5 triệu bản trên toàn Châu Âu (trước đó ca khúc "Just Dance" cũng đã làm được điều này).
Tại Canada, bài hát ra mắt tại vị trí 41 trên bảng xếp hạng "Canadian Hot 100" và trải qua chín tuần không liên tiếp giành vị trí đầu bảng. Với 320.000 đĩa bán ra, bài hát được chứng nhận tám đĩa bạch kim do Hiệp hội Công nghiệp Ghi âm Canada (CRIA) trao tặng.
"Poker Face" lọt vào bảng xếp hạng ở Úc tại vị trí 26 và đến tuần thứ bảy thì đứng vị trí quán quân. "Poker Face" đã tiêu thụ được trên 420.000 bản tại Úc, thu nhận sáu lần chứng nhận đĩa bạch kim của Hiệp hội Công nghiệp ghi âm Úc (ARIA). Ở New Zealand, bài hát chính thức ra mắt trên bảng xếp hạng tại vị trí 21 và sau đó đứng vị trí đầu bảng mười tuần liên tiếp. "Poker Face" được chứng nhận hai lần đĩa bạch kim sau 27 tuần xuất hiện trên bảng xếp hạng, bán được hơn 30.000 bản theo Hiệp hội Công nghiệp ghi âm của New Zealand (RIANZ) ghi nhận. Tại Anh, "Poker Face" đứng vị trí 30 trên UK Singles Chart. Vào ngày 22 tháng 3 năm 2009, "Poker Face" leo lên vị trí số một, trở thành đĩa đơn thứ hai của Lady Gaga liên tiếp quán quân tại Anh. Theo The Official Charts Company, "Poker Face" là bài hát được tải về nhiều nhất ở Anh, kể từ khi bảng xếp hạng tải về đã được giới thiệu vào năm 2004. Đến tháng 12 năm 2009 bài hát đã bán được 900.000 bản tải kỹ thuật số. "Poker Face" trở thành đĩa đơn bán được nhiều nhất nhất tại trang web kỹ thuật số duy nhất ở Vương quốc Anh.
Tại Ý, bài hát ra mắt tại vị trí 19 và leo lên vị trí số 2. Bài hát cũng đã giành vị trí quán quân ở một số nước châu Âu bao gồm Áo, Bỉ (Flanders và Wallonia), Đan Mạch, Đức, Hà Lan, Ireland, Na Uy, Phần Lan, Pháp, Thụy Điển, Thụy Sĩ... Ở Đức, bài hát đã xuất hiện 75 tuần trên bảng xếp hạng, 13 tuần đứng vị trí đầu bảng. Trên toàn thế giới bài hát đã bán được hơn 9.800.000 bản sao tải kỹ thuật số.

## Video âm nhạc

Lady Gaga với hình dán kim loại bên má trái, hai hàng lông mi dày rậm trong video âm nhạc "Poker Face".

Video âm nhạc của "Poker Face" do Ray Kay đạo diễn với trợ lý là Anthony Mandler, được quay tại một biệt thự sang trọng ở PokerIsland của công ty bwin, đồng thời công ty này cũng cung cấp các dụng cụ cờ bạc phù hợp và được quảng cáo trong video.
Video được công chiếu vào ngày 22 tháng 10 năm 2008. Nó được dựng cảnh tại một hồ bơi nằm trong một dinh thự. Bắt đầu với cảnh Gaga nổi lên từ hồ bơi đeo một chiếc mặt nạ hóa trang và một bộ đồ nịt đen ôm toàn thân, với hai con chó giống Great Dane (Đại Đan Mạch) bên cạnh (Lava và Rumpus). Cô ném chiếc mặt nạ sang một bên rồi bài hát bắt đầu với gương mặt thật đang hát. Gaga dán một miếng kim loại trên má trái trong cảnh này. Cảnh khác trong video với hình ảnh Gaga trong một biệt thự và nhảy trên bờ hồ bơi với những vũ công trong bộ đồ nịt màu ngọc lam. Gaga có mặt tại một bữa tiệc ngông cuồng nơi mọi người đàn ông và phụ nữ đang thử vận may của mình với ván bài xì phé. Bữa tiệc trở nên điên cuồng hơn khi tất cả khách mời trong bữa tiệc cởi quần áo và chỉ chừa lại đồ lót, nhảy múa rồi cùng hôn nhau. Video cũng kết hợp với hai con chó giống Đại Đan Mạch và một vài ma-nơ-canh trên bờ hồ bơi. Trong đoạn giang tấu trước câu hook "I won't tell you that I love you", Gaga thể hiện thương hiệu riêng cho mình "Pop Music Will Never Be Low Brow" bằng một chiếc kính mát và ngồi ở hồ bơi. Video kết thúc với cận cảnh Gaga đang hát đoạn hook "Mum-mum-mum-ma".
Gaga đã giải thích trong tập 19 trong bộ video clip "Transmision Gagavision" của mình, ý tưởng chính đằng sau video âm nhạc của "Poker Face". Cô nói rằng "Tôi muốn đoạn video phải gợi cảm, do đó tôi nghĩ là tôi sẽ không mặc quần, bởi vì như thế rất gợi cảm, (...) Và tôi muốn nó phải mang dáng dấp tương lai vì thế tôi nghĩ đến những miếng đệm vai cao do đó là những thứ của riêng tôi." Video âm nhạc được công chiếu trên kênh truyền hình MTV ở Anh vào ngày 17 tháng 2 năm 2009. Một số phiên bản khác của bài hát, từ "muffin" (một từ lóng để chỉ âm hộ của phụ nữ), "Russian Roulette" và "gun" bị thay thế bằng tiếng "bíp". Vào ngày 21 tháng 6 năm 2009, "Poker Face" đã đoạt giải hạng mục "Video của nghệ sĩ quốc tế xuất sắc nhất" tại lễ trao giải MuchMusic Video Awards năm 2009. Video đã nhận được 4 đề cử tại lễ trao Giải Video âm nhạc của MTV năm 2009, trong các hạng mục gồm "Video của năm", "Nghệ sĩ mới xuất sắc nhất", "Video của ca sĩ nữ xuất sắc nhất" và "Video nhạc pop xuất sắc nhất". Với 5 đề cử khác dành cho "Paparazzi", Gaga và Beyonce Knowles là nghệ sĩ có nhiều đề cử nhất trong năm.

## Biểu diễn trực tiếp

Gaga đang biểu diễn phiên bản piano của "Poker Face" trong "The Fame Ball Tour", cô mặc một chiếc váy làm bằng bong bóng nhựa và chơi dương cầm trong suốt.

"Poker Face" được Gaga biểu diễn tại một số chương trình truyền hình bao gồm AOL Sessions, Cherrytree House của Interscope Records và trên MTV. Bài hát được cô ấy biểu diễn cả bản gốc lẫn bản acoustic piano trong phần mở đầu chuyến lưu diễn "The Fame Ball Tour". Cô đã biểu diễn phiên bản piano và mặc một chiếc váy làm bằng bong bóng nhựa trong suốt và chơi dương cầm bằng kính với giày cao gót và một hình nộm ma-nơ-canh như trong video âm nhạc trước sân khấu. Gaga khẳng định rằng những trái bong bóng trong suốt và cây dương cầm đã được thiết kế để phù hợp với trang phục của cô. Phiên bản gốc được Gaga biểu diễn như một bài hát cuối cùng được khán giả yêu cầu, sau bài "Boys, Boys, Boys". Cô ấy bắt đầu biểu diễn và nói "Một số người nói Lady Gaga là một kẻ lừa dối, và họ đã đúng: Tôi là người lừa dối, và mỗi ngày tôi tự giết mình để làm nên những điều có thực." Gaga mặc một bộ đồ nịt cúp ngực màu da người đính các hạt pha lê và một cái nón hải quân trong khi biểu diễn. Chiếc nón đó cũng như những chiếc găng tay không có ngón được trang trí với những chữ Gaga trên đó.
Vào ngày 1 tháng 4 năm 2009, cả hai bản acoustic và bản gốc của "Poker Face" được biểu diễn trực tiếp tại cuộc thi American Idol. Buổi biểu diễn bắt đầu với cảnh Gaga ngồi trên một cây đàn dương cầm bằng kính cường lực đầy bong bóng và ngập trong ánh sáng màu hồng. Cô ấy bắt đầu hát đoạn thứ hai của bài "Poker Face" với phong cách Bette Midler đi kèm với một người chơi vĩ cầm, mặc một cái váy có đệm vai bằng nhôm sáng loáng và nhuộm tóc trắng bạch kim. Sau đoạn điệp khúc đó, tốc độ bắt đầu tăng từ đoạn mở đầu đầu tiên đến khi bắt đầu hát. Gaga đứng dậy và bắt đầu biểu diễn bài hát giữa sân khấu. Cô ấy mặc một bộ đồ nịt bạc với một ngôi sao to trên vai và trên ngực. Khi bài hát tiến tới đoạn giang tấu, người chơi vĩ cầm chơi đoạn nhạc nhảy và Gaga nhảy một cách điên rồ khắp sân khấu. Buổi biểu diễn kết thúc và gương mặt Gaga nhìn chằm chằm vào khán giả với con mắt trái hóa trang có dây kéo. Buổi biểu diễn đó được miêu tả là một "Màn biểu diễn disco của một nghệ sĩ ngoài hành tinh." Cortney Harding của tạp chí Billboard viết, "Đó là khoảnh khắc hoàn hảo của Gaga trên truyền hình... Buổi biểu diễn ở Mỹ đã cho thấy cô ấy là một ngôi sao nhạc pop thật sự."
Phiên bản acoustic được Gaga biểu diễn ở BBC Live & In-Session vào ngày 19 tháng 4 năm 2009. Cô cũng biểu diễn "Poker Face" ở Vương quốc Anh trong chương trình The Paul O'Grady Show. Đầu tiên cô hát và đánh đàn bản acoustic rồi tiếp tục hát bản gốc, ngoài ra còn có một bản phối theo loại nhạc rock trong Friday Night with Jonathan Ross. Vào ngày 12 tháng 5 năm 2009, Gaga biểu diễn "Poker Face" trong chương trình The Ellen DeGeneres Show, mang một chuỗi quay trên đầu, do nhà thiết kế nón sân khấu Nasir Mazhar thiết kế và chơi piano trong khi đứng trên ghế đẩu. Gaga gọi chuỗi quay đó là "chướng ngại vật của Gaga". Nó làm Ellen DeGeneres không thể đến chào mừng cô vì kích thước của những chiếc vòng quay khá cản trở. Một phiên bản phối âm lại của "Poker Face" và "LoveGame" được Gaga biểu diễn tại lễ trao giải MuchMusic Video Awards vào năm 2009, được dựng cảnh ngoài và trong sân khấu mang dáng dấp đường phố. Buổi biểu diễn này, bao gồm cảnh Gaga bị mắc kẹt trong một chiếc xe điện ngầm và bị các cảnh sát viên (giả) bao quanh sau đó bị bắt đến thành phố New York. Một đoạn của bài hát cũng được Gaga biểu diễn trong tập thứ 35 của chương trình hài kịch Mỹ Saturday Night Live, cô mặc một bộ đồ như quỹ đạo các hành tinh bằng vài vòng kim loại đồng tâm vòng quanh người. Bài hát cũng được biểu diễn trong chuyến lưu diễn "The Monster Ball Tour" của Gaga. Phiên bản piano được Gaga chơi trong khi đứng thăng bằng trên ghế đẩu và giữ một chân trên không. Rapper Kid Cudi cũng lên sân khấu hát với cô ấy khi biểu diễn bài hát của anh mang tên "Make Her Say" có một phần nhỏ của "Poker Face". Phiên bản gốc được biểu diễn ở phần cuối của chương trình. Gaga mặc một chiếc váy làm bằng súng và trong khi biểu diễn cô lắc tay trên không. Ca khúc cũng được biểu diễn tại lễ trao giải Grammy lần thứ 52, Gaga mở màn chương trình với ca khúc khi đứng trên một cái bệ. Đến giữa bài, cô ấy bị ném vào một cái máng đổ rác của Nhà máy Danh vọng (Fame Factory), trước khi hiện lên một lần nữa và ngồi đàn piano, đối diện với Elton John. Vào tháng 5 năm 2011, Gaga đã biểu diễn ca khúc trong chương trình Radio 1's Big Weekend tại Carlisle, Cumbria.

## Phiên bản cover và chuyển thể

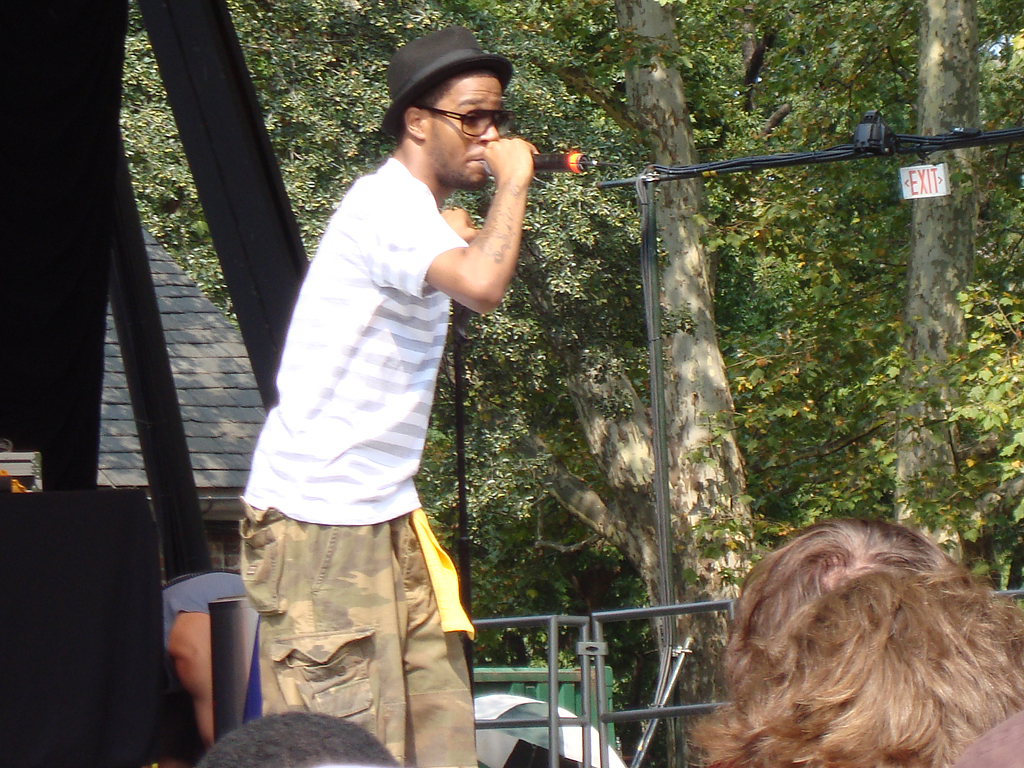
Kid Cudi sử dụng một đoạn nhạc trong "Poker Face" vào trong đĩa đơn của anh mang tên "Make Her Say".

Nghệ sĩ nhạc rock Chris Daughtry đã biểu diễn bản acoustic của bài hát trong lần phát thanh ở Đức. Ca khúc cũng được biểu diễn trong phim hoạt hình South Park với tập phim mang tên "Whale Whores", và nhân vật Eric Cartman đã hát bài này. Vào ngày 16 tháng 3 năm 2010, phiên bản "Poker Face" của South Park có mặt trong danh sách các bài hát được tải xuống trong video game Rock Band, cùng ngày bản gốc đĩa đơn của Lady Gaga được phát hành. Trong một tập đặc biệt của chương trình Family Guy, bài hát được Alex Borstein biểu diễn và nhái theo Marlee Matlin, anh ta đã ngắt ngang buổi biểu diễn đó trong vai trò khách mời. Diễn viên Christopher Walken thực hiện một phiên bản không có nhạc đặc biệt của "Poker Face" trong chương trình Friday Night with Jonathan Ross của kênh BBC1 vào dịp lễ Halloween năm 2009. Bài hát cũng được ca sĩ người Anh Mika hát cover trong chuyến thăm đài BBC Radio 1. Đĩa đơn của nghệ sĩ hát rap Kid Cudi mang tên "Make Her Say" có một mẫu giọng trong phiên bản acoustic của "Poker Face" trích từ EP The Cherrytree Sessions. Ca khúc được sáng tạo cái tên mới - "I Poke Her Face" nhưng đã phải đổi tên để thích hợp hơn khi phát trên đài phát thanh. "Poker Face" được Kanye West chỉnh sửa, anh cũng đã góp phần sản xuất thu âm cũng như nhờ sự pha trộn nền nhạc của DJ A-Trak. West bày tỏ rằng anh ấy là một người hâm mộ Lady Gaga và rất thích bài hát này, sau khi xem Gaga biểu diễn một phiên bản khác của "Poker Face" trên internet. Điều này đã làm anh lấy một mẫu của "Poker Face" vào "Make Her Say". Theo West, họ đã thay đổi chủ đề đồng tính của bài hát khi lấy đoạn mẫu đó.

"Khi tôi xem (video "Poker Face") trên YouTube tôi đã yêu bài hát này - khi tôi nhìn thấy cô ấy chơi bản acoustic. Tôi có thể nghe tất cả các dòng giai điệu. Trong đĩa đơn "Poker Face", Gaga hát một cách dễ dàng, giống như là đang xé toạc ca khúc hoặc như tụng kinh vậy. Nhưng với cái này (phiên bản acoustic), bạn nghe thấy những giai điệu của Broadway tăng nhanh rồi chậm lại. Tôi có cảm hứng. Tôi muốn lấy mẫu đó. Tôi nghĩ rằng nó thật sự kích thích – chỉ dùng một chút hip-hop, 'Say when I p-p-poke her face'."

Bản thân Gaga đã lên tiếng chấp nhận ca khúc này, cô nói rằng West đã nhìn thấu ý nghĩa của "Poker Face". Lea Michele và Idina Menzel, lần lượt trong vai của Rachel Berry và Shelby Corcoran, đã cover bản acoustic của "Poker Face" trong tập phim "Theatricality" thuộc bộ phim truyền hình Mỹ Glee. Phiên bản này của họ ra mắt tại vị trí 100 trên bảng xếp hạng Billboard Hot 100 và nhảy lên vị trí số 20 trong tuần tiếp theo.

## Giải thưởng
| Năm  | Đề cử / Tác phẩm                               | Giải thưởng                                      | Kết quả   |
| ---- | ---------------------------------------------- | ------------------------------------------------ | --------- |
| 2009 | Giải MTV Video Music                           | Video của năm                                    | Đề cử     |
| 2009 | Giải MTV Video Music                           | Video xuất sắc nhất của nữ ca sĩ                 | Đề cử     |
| 2009 | Giải MTV Video Music                           | Video pop xuất sắc nhất                          | Đề cử     |
| 2009 | Giải MTV Video Music                           | Nghệ sĩ mới xuất sắc nhất                        | Đoạt giải |
| 2009 | Giải Much Music Video                          | Video quốc tế xuất sắc nhất                      | Đoạt giải |
| 2009 | Giải Much Music Video                          | Khán giả bình chọn: Video quốc tế được yêu thích | Đề cử     |
| 2009 | Giải Grammy                                    | Bài hát của năm                                  | Đề cử     |
| 2009 | Giải Grammy                                    | Ghi âm của năm                                   | Đề cử     |
| 2009 | Giải Grammy                                    | Thu âm nhạc dance xuất sắc nhất                  | Đoạt giải |
| 2009 | Giải MTV Úc                                    | Video xuất sắc nhất của nữ nghệ sĩ               | Đề cử     |
| 2009 | Giải video âm nhạc của kênh Channel V Thái Lan | Video quốc tế                                    | Đoạt giải |
| 2009 | Giải Los 40 Principales                        | Bài hát ngôn ngữ nước ngoài hay nhất             | Đề cử     |
| 2009 | Giải video âm nhạc MTV Mỹ La Tinh              | Bài hát của năm                                  | Đoạt giải |
| 2009 | Giải video âm nhạc MTV Mỹ La Tinh              | Ứng viên nhạc chuông hay nhất                    | Đề cử     |
| 2009 | Premios Oye!                                   | Premios Oye for English - Bài hát của năm        | Đoạt giải |
| 2009 | Giải Teen Choice                               | Âm nhạc bình chọn: Bài hát ứng cử                | Đề cử     |
| 2009 | Giải âm nhạc thế giới                          | Bài hát xuất sắc nhất của năm                    | Đoạt giải |
| 2009 | Giải MTV Europe Music                          | Nghệ sĩ MTV mới xuất sắc nhất                    | Đoạt giải |
| 2009 | Giải MTV Europe Music                          | Nghệ sĩ nữ MTV xuất sắc nhất                     | Đề cử     |
| 2009 | Giải MTV Europe Music                          | Buổi trình diễn sân khấu toàn cầu xuất sắc nhất  | Đề cử     |
| 2009 | Giải MTV Europe Music                          | Nghệ sĩ MTV hát live tốt nhất                    | Đề cử     |
| 2009 | Giải Swiss Music                               | Giải Swiss Music cho bài hát quốc tế hay nhất    | Đoạt giải |
| 2009 | Giải The Record of the Year                    | Ghi âm của năm                                   | Đoạt giải |
| 2010 | Giải Video âm nhạc của MTV Nhật Bản            | Video xuất sắc nhất của nữ nghệ sĩ               | Đề cử     |
| 2010 | Giải Video âm nhạc của MTV Nhật Bản            | Bài hát karaoke xuất sắc nhất                    | Đề cử     |
| 2010 | Giải Video âm nhạc của MTV Nhật Bản            | Video xuất sắc nhất của năm                      | Đề cử     |
| 2010 | Giải Video âm nhạc của MTV Nhật Bản            | Video nhạc nhảy xuất sắc nhất                    | Đoạt giải |
| 2010 | Giải BMI                                       | BMI Pop Awards Award-Winning Songs               | Đoạt giải |
| 2010 | Giải Echo                                      | Hit quốc tế xuất sắc nhất                        | Đoạt giải |

## Danh sách ca khúc và định dạng
| - Đĩa đơn CD tại Anh 1. "Poker Face" – 3:58 2. "Poker Face" (Tommy Sparks & The Fury phối lại) – 3:57 - Đĩa đơn CD tại Úc 1. "Poker Face" (Phiên bản album) – 3:58 2. "Just Dance" (Robots To Mars phối lại) – 4:38 - Đĩa đơn CD tại Pháp 1. "Poker Face" (Phiên bản album) – 3:58 2. "Poker Face" (Glam As You Club phối bởi Guéna LG) – 7:51 3. "Poker Face" (Dave Audé Club phối) – 8:12 - Đĩa đơn CD quảng cáo phối lại 1. "Poker Face" (Dave Audé Radio phối) – 3:53 2. "Poker Face" (Dave Audé Club phối) – 8:13 3. "Poker Face" (Glam As You Club phối bởi Guéna LG) – 7:52 4. "Poker Face" (LLG vs. GLG Radio phối) – 4:06 5. "Poker Face" (LLG vs. GLG Club phối) – 6:33 | - Phiên bản EP iTunes 1. "Poker Face" (Space Cowboy phối lại) – 4:54 2. "Poker Face" (Dave Audé Club phối) – 8:13 3. "Poker Face" (Jody Den Broeder phối lại) – 8:05 - Đĩa đơn CD trong tập 'The Remixes' tại Hoa Kỳ 1. "Poker Face" (Space Cowboy phối lại) – 4:54 2. "Poker Face" (Dave Audé Club phối) – 8:13 3. "Poker Face" (Jody Den Broeder phối lại) – 8:05 4. "Poker Face" (Phiên bản album) – 4:01 5. "Poker Face" (Phiên bản nhạc nền chính thức) – 4:01 - Đĩa đơn CD tại Đức (hai bài hát) 1. "Poker Face" – 3:58 2. "Just Dance" (RedOne phối lại) (cùng với Kardinal Offishall) – 4:18 |

## Đội ngũ sản xuất
- Sáng tác – Lady Gaga, RedOne
- Sản xuất – RedOne
- Nhạc cụ và lập trình – RedOne
- Ghi âm và sao chép – RedOne
- Kỹ thuật Audio – Dave Russell
- Giọng hát – Lady Gaga
- Ghi âm trộn lẫn – Robert Orton

Nguồn:

## Bảng xếp hạng và doanh số chứng nhận
| Bảng xếp hạng (2008-2009)        | Vị trí cao nhất |
| -------------------------------- | --------------- |
| Australian Singles Chart         | 1               |
| Austrian Singles Chart           | 1               |
| Belgian Singles Chart (Flanders) | 1               |
| Belgian Singles Chart (Wallonia) | 1               |
| Canadian Hot 100                 | 1               |
| Czech Airplay Chart              | 2               |
| Danish Singles Chart             | 1               |
| Dutch Top 40                     | 1               |
| European Hot 100 Singles         | 1               |
| Finnish Singles Chart            | 1               |
| French Singles Chart             | 1               |
| German Singles Chart             | 1               |
| Hungarian Singles Chart          | 6               |
| Irish Singles Chart              | 1               |
| Italian Singles Chart            | 2               |
| Japan Hot 100                    | 2               |
| New Zealand Singles Chart        | 1               |
| Norwegian Singles Chart          | 1               |
| Romanian Singles Chart           | 1               |
| Russian Airplay Chart            | 2               |
| Slovak Singles Chart             | 1               |
| Spanish Singles Chart            | 2               |
| Swedish Singles Chart            | 1               |
| Swiss Singles Chart              | 1               |
| UK Singles Chart                 | 1               |
| US Billboard Hot 100             | 1               |
| US Pop 100                       | 1               |
| US Hot Dance Club Songs          | 1               |
| US Hot R&B/Hip-Hop Songs         | 75              |
| United World Chart               | 1               |

| Quốc gia      | Chứng nhận (Theo doanh số)     |
| ------------- | ------------------------------ |
| Úc            | 6× Bạch kim                    |
| Áo            | Bạch kim                       |
| Bỉ            | Bạch kim                       |
| Canada        | 8× Bạch kim                    |
| Đan Mạch      | 2× Bạch kim                    |
| Phần Lan      | Bạch kim                       |
| Đức           | 2× Bạch kim                    |
| Ý             | 2× Bạch kim                    |
| Nhật Bản      | Bạch kim (Điện thoại)          |
| Nhật Bản      | Bạch kim (PC)                  |
| New Zealand   | 2× Bạch kim                    |
| Na Uy         | 3× Bạch kim                    |
| Nga           | 2× Bạch kim (Chuông, nhạc chờ) |
| Tây Ban Nha   | 2× Bạch kim                    |
| Thụy Điển     | 2× Bạch kim                    |
| Thụy Sĩ       | 3× Bạch kim                    |
| Liên hiệp Anh | Bạch kim                       |
| Mỹ            | 5× Bạch kim                    |

| Bảng xếp hạng (2008)      | Vị trí |
| ------------------------- | ------ |
| Australian Singles Chart  | 14     |
| New Zealand Singles Chart | 6      |
| Romanian Singles Chart    | 9      |
| Bảng xếp hạng (2009)      | Vị trí |
| Australian Singles Chart  | 11     |
| Austria Singles Chart     | 1      |
| Flanders Singles Chart    | 1      |
| Wallonia Singles Chart    | 1      |
| Canadian Hot 100          | 2      |
| Danish Singles Chart      | 2      |
| Dutch Top 40              | 15     |
| European Hot 100 Singles  | 1      |
| French Singles Chart      | 4      |
| German Singles Chart      | 1      |
| Hungarian Singles Chart   | 9      |
| Irish Singles Chart       | 3      |
| Italian Singles Chart     | 4      |
| New Zealand Singles Chart | 15     |
| Spanish Singles Chart     | 13     |
| Swedish Singles Chart     | 4      |
| Swiss Singles Chart       | 1      |
| UK Singles Chart          | 1      |
| US Billboard Hot 100      | 2      |
| US Hot Dance Club Play    | 16     |
| Bảng xếp hạng (2010)      | Vị trí |
| European Hot 100 Singles  | 92     |
| Italian Singles Chart     | 95     |
| Japanese Yearly Top 100   | 62     |
| UK Singles Chart          | 151    |

| Thập kỷ (2000–2009)      | Vị trí |
| ------------------------ | ------ |
| Australian Singles Chart | 4      |
| Austrian Singles Chart   | 3      |
| German Singles Chart     | 2      |
| UK Singles Chart         | 15     |
| US Billboard Hot 100     | 42     |

| Bảng xếp hạng    | Vị trí |
| ---------------- | ------ |
| UK Singles Chart | 3      |

### Thứ tự kế vị quán quân
| Thứ tự kế vị quán quân                                                                                    | Thứ tự kế vị quán quân | Thứ tự kế vị quán quân                                                                                     |
| --- | --- | --- |
| Tiền nhiệm "Sex on Fire" của Kings of Leon "You" của Wes Carr                                             | Đĩa đơn quán quân Australian Singles Chart Ngày 17 tháng 11 năm 2008 – Ngày 14 tháng 12 năm 2008 (Lần 1) Ngày 22 tháng 12 năm 2008 – Ngày 18 tháng 1 năm 2009 (Lần 2) | Kế nhiệm "You" của Wes Carr "Burn" của Jessica Mauboy                                                      |
| Tiền nhiệm "Hot n Cold" của Katy Perry "My Life Would Suck Without You" của Kelly Clarkson                | Đĩa đơn quán quân Canadian Hot 100 Ngày 13 tháng 12 năm 2008 – Ngày 31 tháng 1 năm 2009 (Lần 1) Ngày 14 tháng 2 năm 2009 – Ngày 21 tháng 2 năm 2009 (Lần 2)           | Kế nhiệm "My Life Would Suck Without You" by Kelly Clarkson "Crack a Bottle" by Eminem, Dr. Dre và 50 Cent |
| Tiền nhiệm "Imagination" của Jes                                                                          | Đĩa đơn quán quân Billboard Hot Dance Airplay (Mỹ) Ngày 7 tháng 2 năm 2009 – Ngày 23 tháng 5 năm 2009                                                                 | Kế nhiệm "Infinity 2008" của Guru Josh                                                                     |
| Tiền nhiệm "I Stay in Love" của Mariah Carey                                                              | Đĩa đơn quán quân Billboard Hot Dance Club Play Ngày 21 tháng 2 năm 2009 – Ngày 28 tháng 2 năm 2009                                                                   | Kế nhiệm "What I Cannot Change" của LeAnn Rimes                                                            |
| Tiền nhiệm "Si j'avais au moins..." của Mylène Farmer "Libertá" của Pep's                                 | Đĩa đơn quán quân French SNEP Singles Chart Ngày 28 tháng 2 năm 2009 – Ngày 7 tháng 3 năm 2009 (Lần 1) Ngày 22 tháng 3 năm 2009 – Ngày 4 tháng 4 năm 2009 (Lần 2)     | Kế nhiệm "Libertá" của Pep's "Like a Hobo" của Charlie Winston                                             |
| Tiền nhiệm "Islands in the Stream" của Vanessa Jenkins, Bryn West hợp tác với Sir Tom Jones và Robin Gibb | Đĩa đơn quán quân UK Singles Chart Ngày 22 tháng 3 năm 2009 – Ngày 11 tháng 4 năm 2009                                                                                | Kế nhiệm "I'm Not Alone" của Calvin Harris                                                                 |
| Tiền nhiệm "Right Round" của Flo Rida                                                                     | Đĩa đơn quán quân Billboard Hot 100 (Mỹ) Ngày 11 tháng 4 năm 2009 | Kế nhiệm "Boom Boom Pow" của Black Eyed Peas                                                               |
| Tiền nhiệm "Boom Boom Pow" của Black Eyed Peas                                                            | Đĩa đơn quán quân Billboard Pop 100 (Mỹ) Ngày 25 tháng 4 năm 2009 – Ngày 9 tháng 5 năm 2009                                                                           | Kế nhiệm "Boom Boom Pow" của Black Eyed Peas                                                               |

## Lịch sử phát hành
| Khu vực        | Ngày                 |
| -------------- | -------------------- |
| Úc             | 23 tháng 9 năm 2008  |
| Bắc Mỹ         | 16 tháng 12 năm 2008 |
| Vương quốc Anh | 11 tháng 1 năm 2009  |
| Đức            | 20 tháng 2 năm 2009  |
| Thụy Sĩ        | 27 tháng 2 năm 2009  |
| Ý              | 2 tháng 4 năm 2009   |